# Le Poète et le Dictateur
Pour plus de détails, voir Fiche technique et Distribution.
Le Poète et le Dictateur (Il cattivo poeta) est un film dramatique et biographique franco-italien réalisé par Gianluca Jodice (it) et sorti en 2020.
Le film raconte les dernières années de la vie de Gabriele D'Annunzio (1863-1938), interprété par Sergio Castellitto.

## Synopsis
En 1936, le jeune Brescian Giovanni Comini (it), partisan convaincu du parti national fasciste, est promu au rang de secrétaire fédéral. Peu après sa nomination, Achille Starace lui confie une mission cruciale en raison de son penchant pour la poésie : il doit s'attirer les bonnes grâces du grand poète Gabriele d'Annunzio et l'espionner pour le compte du régime. Le poète est depuis longtemps intolérant à l'égard du fascisme, et comme on considère qu'une nouvelle guerre est maintenant aux portes, Starace craint que si une personne aussi populaire se prononce contre l'alliance entre Mussolini et Hitler, la confiance populaire ne soit ébranlée.
Comini devient un visiteur fréquent du Vittoriale, où D'Annunzio s'est depuis longtemps retiré en exil, assisté des fidèles Luisa Baccara et Amélie Mazoyer. Le poète, désormais âgé, vit dans l'isolement le plus complet ; perdu dans le souvenir de ses gloires passées, il limite au maximum ses sorties publiques et est accro à la cocaïne. Néanmoins, il se prend d'affection pour Comini, même s'il est conscient de sa mission depuis le début ; le jeune secrétaire fédéral commence également à ressentir de la fascination par le poète.
Ayant appris que Mussolini est sur le point de se rendre en Allemagne pour être reçu par Hitler, D'Annunzio demande à Comini d'organiser une rencontre avec le Duce, afin d'essayer de le dissuader de ses intentions. Le jeune homme essaie en vain. Pendant ce temps, Comini vit une histoire d'amour avec une femme, Lina, qui va se suicider à la suite de l'arrestation de son demi-frère antifasciste. Le jeune secrétaire fédéral commence à douter du fascisme.
En 1937, à la mort de Guglielmo Marconi, D'Annunzio est nommé d'office président de l'Accademia d'Italia. Il parvient à rencontrer le Duce à la gare de Vérone Porta Nuova, au retour de son voyage en Allemagne. D'Annunzio tente de prévenir le Duce du danger d'une alliance avec Hitler, mais ce dernier l'ignore carrément et le traite avec une extrême condescendance. D'Annunzio, désemparé, finit par faire une dépression mentale et physique, après laquelle il dit adieu pour toujours à son ami Comini, révélant que s'opposer à la guerre est son devoir et qu'il essaiera à nouveau lorsqu'il ira à Rome pour accepter le poste de président de l'Académie. À son retour, cependant, Comini est lourdement réprimandé par Starace parce que, dans ses dossiers, il met en évidence l'intolérance populaire envers l'alliance entre Hitler et Mussolini.
Un an plus tard, Gabriele D'Annunzio meurt dans des circonstances peu claires. Lors de ses funérailles, auxquelles assiste le Duce lui-même, Amélie offre à Comini une plume de paon ayant appartenu au poète, en symbole de leur amitié. Plus tard, Comini sera exclu du parti en raison de son opposition à l'alliance entre Hitler et Mussolini ; Luisa et Amélie devront quitter la Vittoriale pour toujours.

## Fiche technique
Sauf indication contraire, les informations mentionnées dans cette section peuvent être confirmées par la base de données cinématographiques Unifrance,  présente dans la section « Liens externes ».
- Titre français : Le Poète et le Dictateur[1]
- Titre italien : Il cattivo poeta[2]
- Réalisateur : Gianluca Jodice (it)
- Scénario : Gianluca Jodice
- Photographie : Daniele Ciprì
- Montage : Simona Paggi (it)
- Musique : Michele Braga (it)
- Effets spéciaux : Franco Galiano, Roberto D'Ippolito
- Décors : Tonino Zera (it)
- Costumes : Andrea Cavalletto (it)
- Maquillage : Teresa Patella, Roberto Pastore
- Production : Babe Films (Paris), Indiana Production (Rome)
- Société de production : Ascent Film, Rai Cinema (Rome), Bathysphere Productions (Paris)
- Pays de production :  Italie (90 %) -  France (10 %)
- Langue originale : italien
- Format : Couleurs - 2,39:1
- Durée : 106 minutes
- Genre : Drame biographique
- Dates de sortie :
  - Italie : 8 septembre 2020 (Pescara, Festival della Rivoluzione) ; 20 mai 2021 (sortie nationale)

## Distribution
- Sergio Castellitto : Gabriele D'Annunzio
- Francesco Patanè (it) : Giovanni Comini (it)
- Tommaso Ragno : Giancarlo Maroni
- Clotilde Courau : Amélie Mazoyer
- Fausto Russo Alesi : Achille Starace
- Massimiliano Rossi (it) : Commissaire Rizzo
- Elena Bucci (it) : Luisa Baccara
- Lidiya Liberman : Lina
- Janina Rudenska : Emy Heufler
- Lino Musella : Carletto
- Antonio Piovanelli (it) : Général Noseda
- Davide Enea Casarin : Renato Rambelli
- Paolo Graziosi : le père de Giovanni Comini
- Marcello Romolo : Giuseppe Cobolli Gigli
- Raffaello Gaimari : Paolo
- Maurizio Fanin : Docteur Duse
- Vincenzo Pirrotta : Benito Mussolini

## Exploitation
Le film a été présenté en avant-première à la Festa della Rivoluzione de Pescara le 8 septembre 2020 et aux Incontri del Cinema d'Essai de Mantoue le 7 octobre 2020 ; il devait sortir dans les cinémas italiens à partir du 5 novembre 2020, mais sa sortie a dû être reportée en raison du confinement contre la pandémie de Covid-19 au 20 mai 2021,.
Le film a occupé la première place du box-office à l'issue de son premier week-end dans les cinémas italiens, avec des recettes de 198 730 €,.